# Boulevard Victor
Le boulevard Victor est un boulevard du 15e arrondissement de Paris. C'est un élément de la ceinture de boulevards extérieurs dits boulevards des Maréchaux.

## Situation et accès
Le boulevard commence à hauteur du 6, boulevard du Général-Martial-Valin et finit à la porte de Versailles (où se termine la rue de Vaugirard) ; il laisse alors la place au boulevard Lefebvre. Il a une longueur de 894 mètres pour une largeur de 40 à 57,50 mètres.
Après avoir été accessible par la ligne de bus de Petite Ceinture, le boulevard Victor est désormais accessible par la ligne 3a du tramway.

## Origine du nom

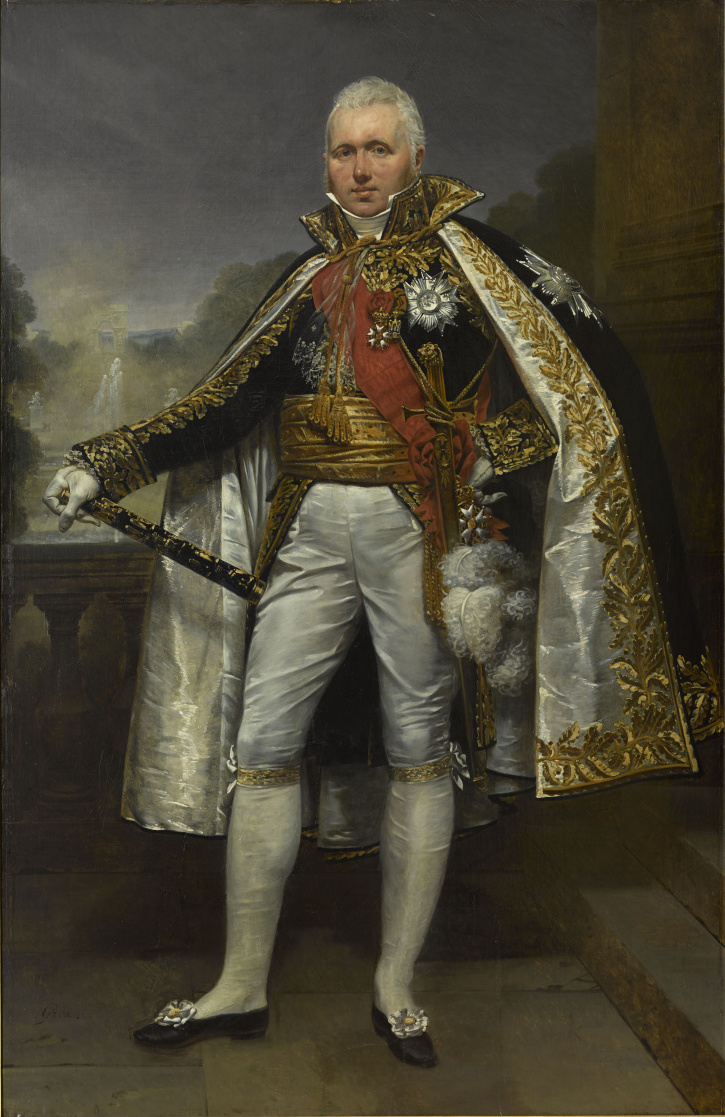
Le Maréchal Victor, duc de Bellune, huile sur toile d'Antoine-Jean Gros (1812), château de Versailles.

La voie rend hommage à Claude-Victor Perrin, dit Victor (1764-1841), duc de Bellune, maréchal de France.

## Historique
Le boulevard Victor correspond à une ancienne section du chemin de ronde intérieur de l'enceinte fortifiée de Thiers. Il reçoit son nom actuel le 2 mars 1864.
Afin d'assurer le débouché rive gauche du pont du Garigliano, reconstruit en 1966, le boulevard Victor a vu son tracé rectifié suivant l'axe du pont. Cette partie a reçu le nom de « boulevard du Général-Martial-Valin ». L'ancien boulevard, à partir de la rue Ernest-Hemingway, a conservé son nom d'origine avant d'être renommé, en 1981, « rue Lucien-Bossoutrot » et est depuis en impasse, l'ancienne poterne sur le quai d'Issy-les-Moulineaux (porte du Bas-Meudon) ayant été supprimée avec la construction des voies d'accès à l'aval du pont du Garigliano.

## Bâtiments remarquables et lieux de mémoire
- Sur son côté sud, on trouve le bâtiment de la Cité de l'Air (ministère des Armées, ancien ministère de l’Air, no 24) avec le Monument à Georges Guynemer et aux pilotes de chasse des deux guerres (œuvre de Louis Leygue) devant l'entrée, l'ancien bâtiment de l'École nationale supérieure de l'aéronautique et de l'espace (no 32, architecte Léon Tissier, sculpteur Henri Bouchard), tous les deux construits en 1930, et le Palais des sports, structure à dôme sphérique, construit en 1960.

- Sur le côté nord, au no 1, est installé le siège de l'hebdomadaire Le Point depuis 2015.
- Au no 3, on peut observer un immeuble aux allures de paquebot (1935), qui est l'œuvre de l'architecte Pierre Patout[2]. Inscrit à l'inventaire supplémentaire des monuments historiques[3], cet immeuble présente un bas-relief sculpté par Alfred Janniot (placé au-dessus de l'entrée principale) ainsi que des ferronneries réalisées par Raymond Subes[4]. Pierre Patout y avait son appartement personnel, à la pointe de la parcelle, sur les trois niveaux[5]. Solange Bertrand, artiste peintre, y posséda un atelier[6].
- Le constructeur automobile Amédée Gordini eut son atelier boulevard Victor[7] aux n°69-71. L'Hôtel Mercure Paris Vaugirard Porte de Versailles occupe le site sur lequel se trouvait l'ancienne usine Gordini.

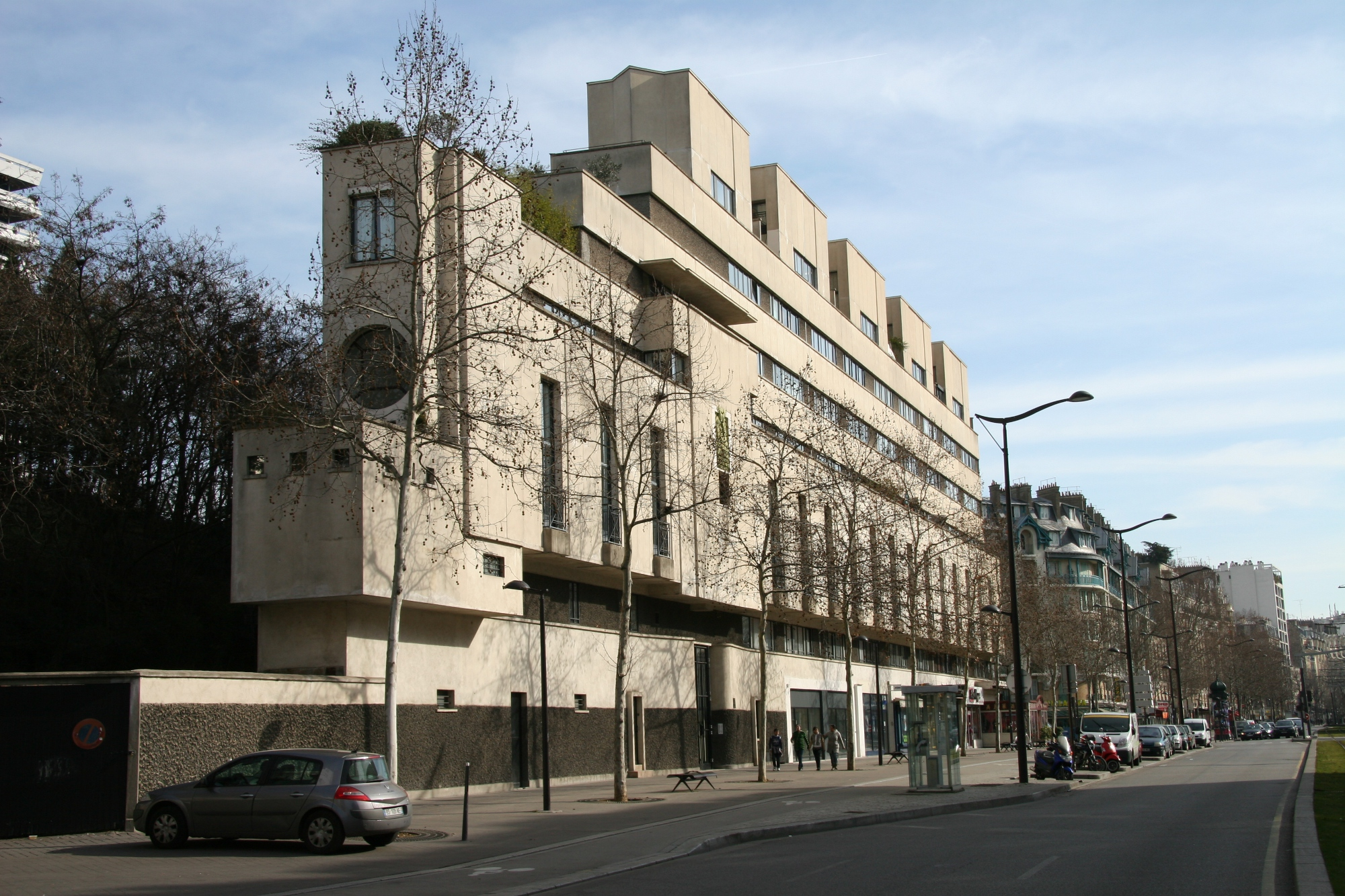
Immeuble-paquebot de Pierre Patout au 3, boulevard Victor.
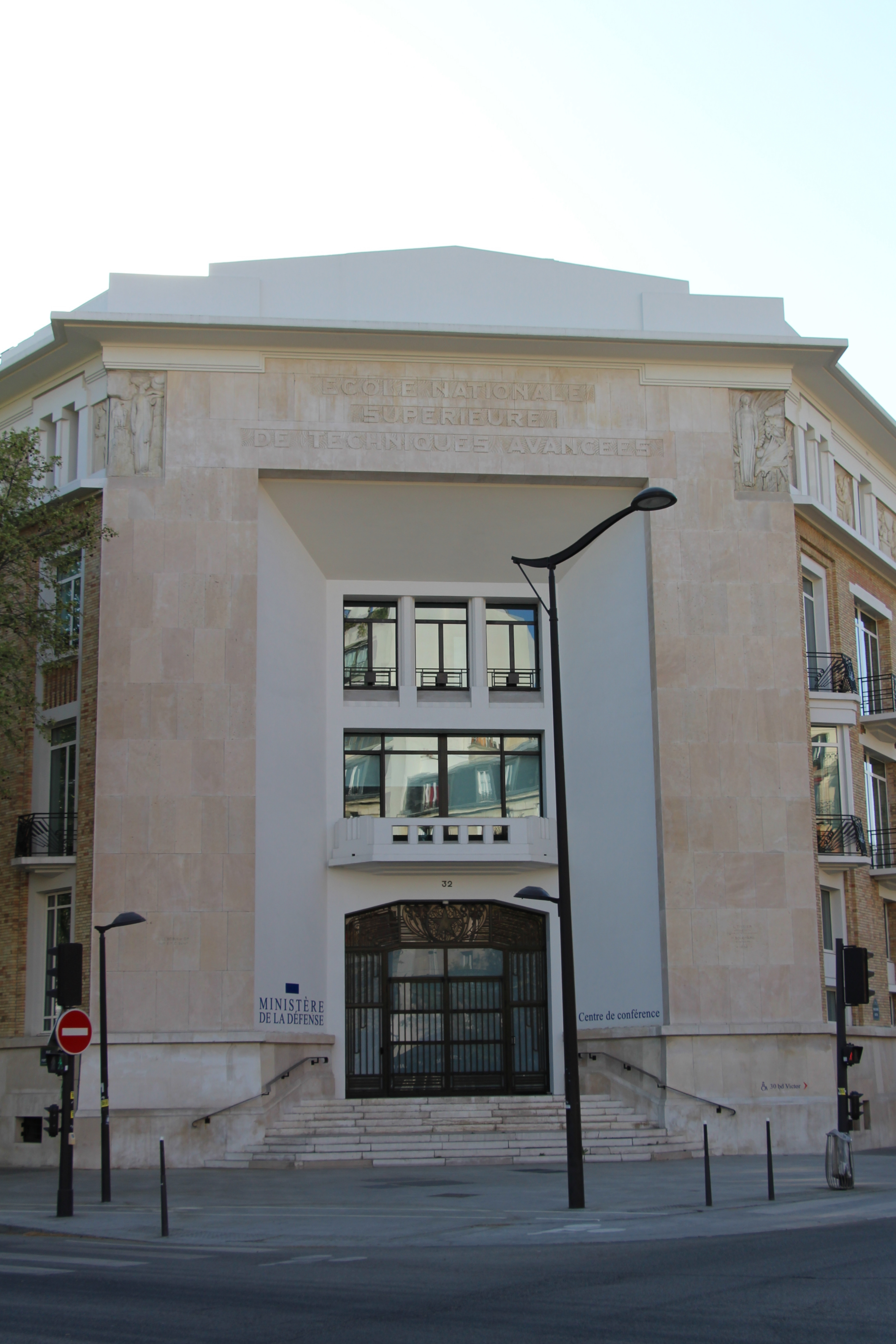
Ministère de la Défense, parcelle Victor.
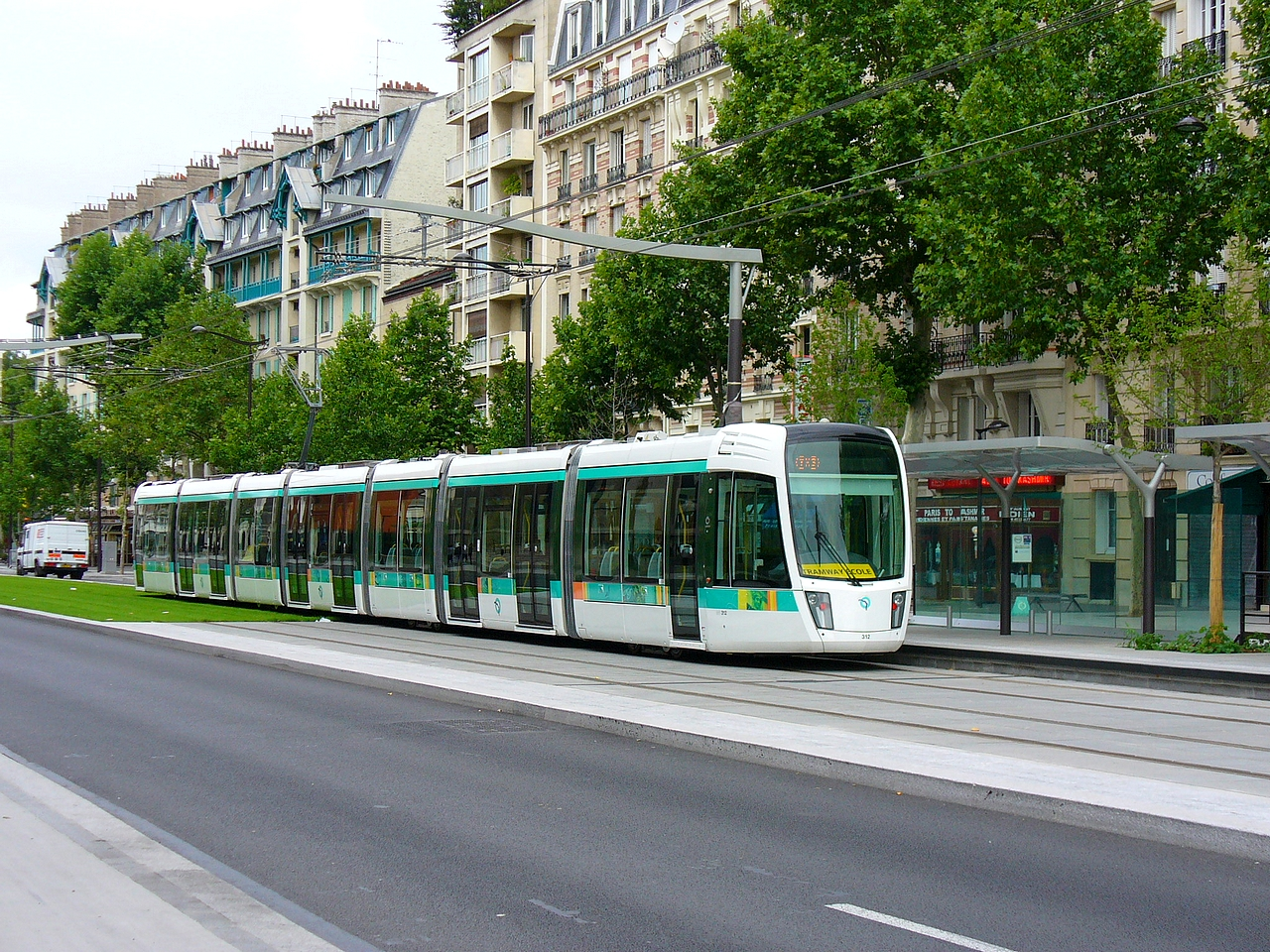
Tramway de la ligne T3a.
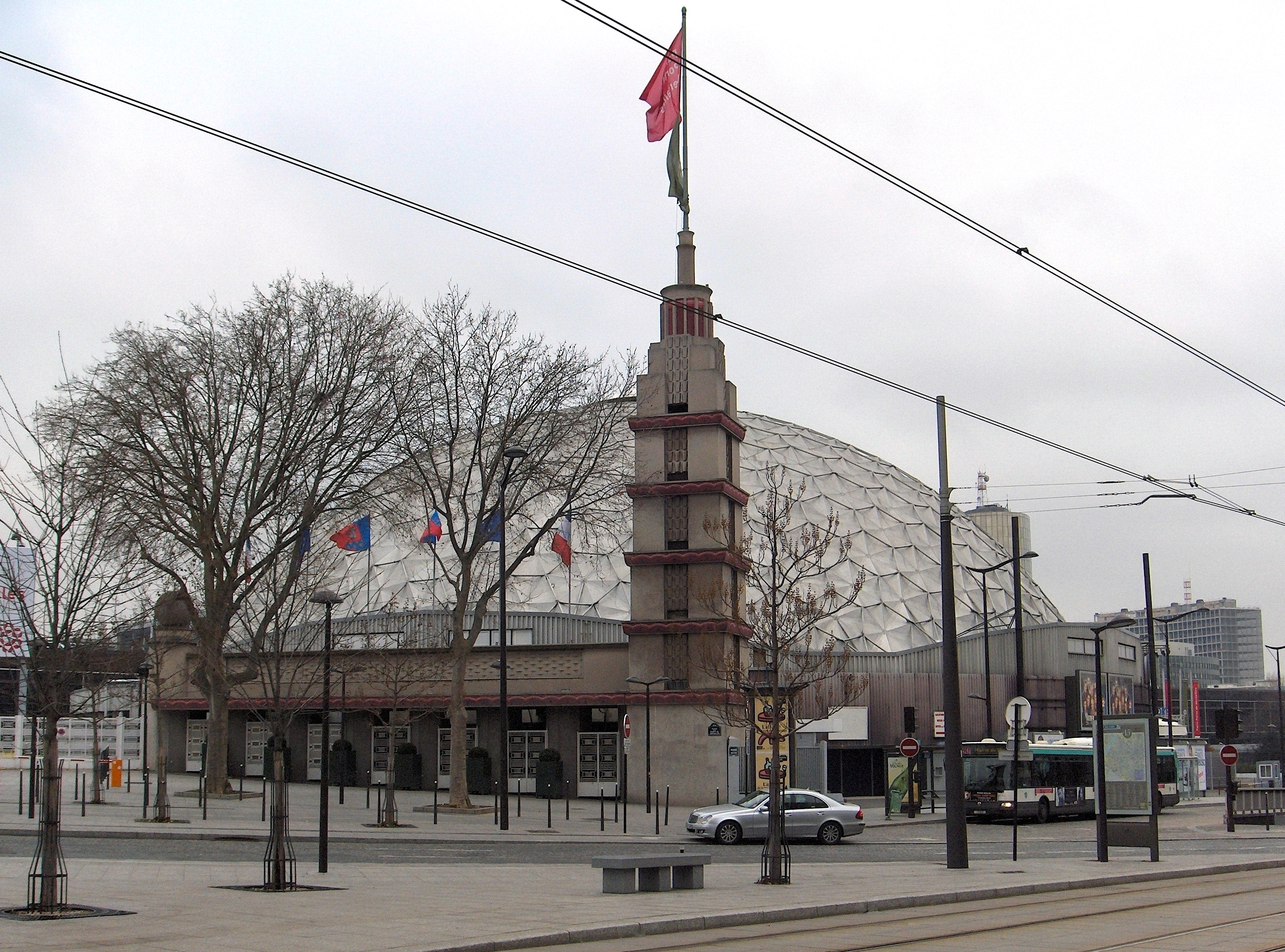
Palais des Sports de Paris.
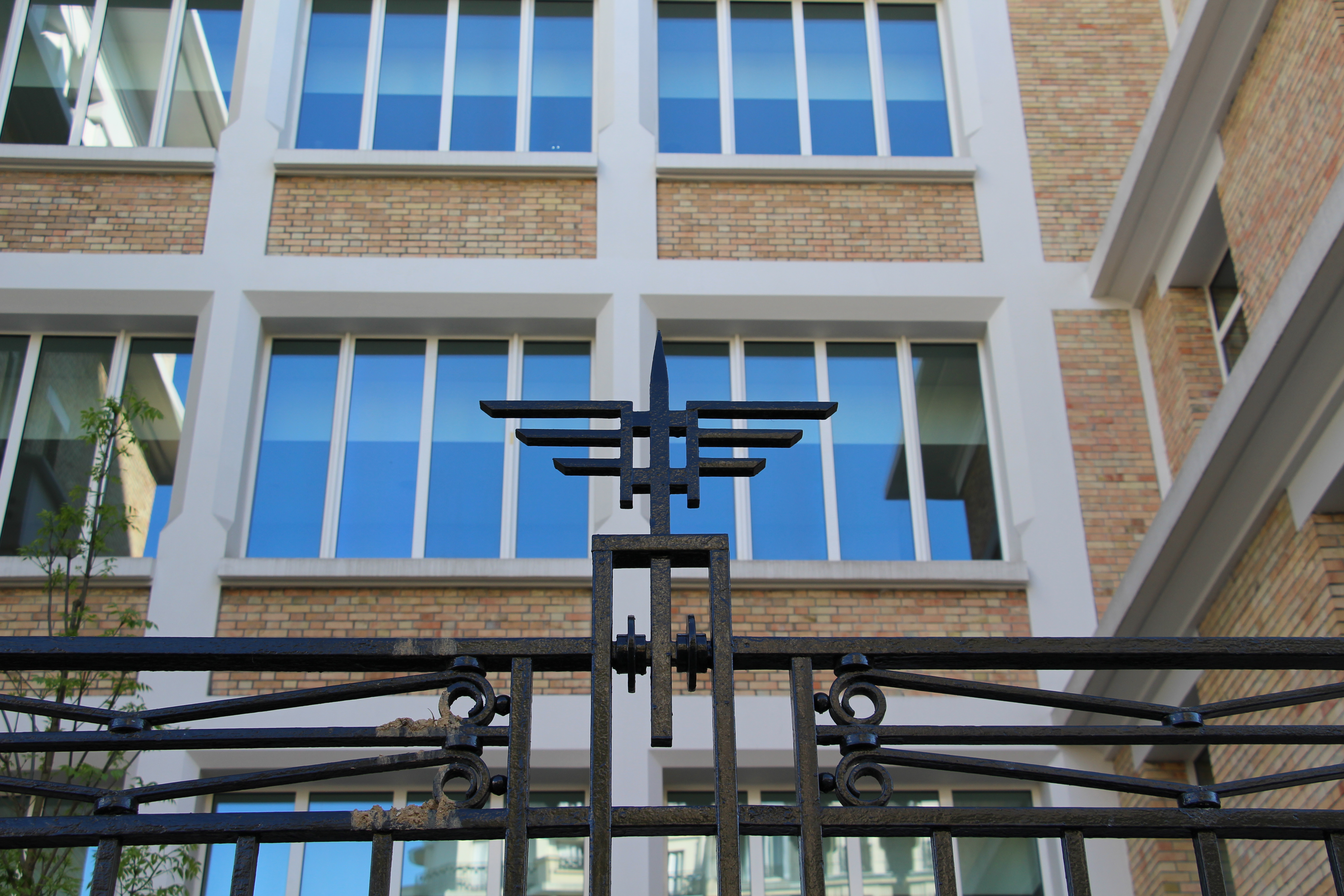
Ministère de la Défense, parcelle Victor.